# زندگانی علی بن الحسین
زندگانی علی بن الحسین کتابی است به زبان فارسی نوشته سیّد جعفر شهیدی که در سال ۱۳۶۵ به عنوان کتاب سال جمهوری اسلامی ایران برگزیده شد.
این کتاب توسط دفتر نشر فرهنگ اسلامی چاپ شده‌است و بارها تجدید چاپ شده‌است.

## موضوع
نویسنده در این اثر تلاش کرده با تکیه بر منابع و مستندات دقیق، اثری جدید پدیدآورده و به نقد و تحلیل برخی وقایع مشهور در زندگانی علی بن الحسین بپردازد.
شهیدی قبل از این اثر، در سال 1335 کتابی در ۱۸۳ صفحه، تحت عنوان «چراغ روشن در دنیای تاریک» توسط چاپخانه محمدعلی علمی منتشر ساخته است.
شهیدی به بررسی برخی مشهورات پرداخته و با تتبع فراوان و تحلیلی بر گزاره‌های تاریخی و حدیثی، به نقد آن‌ها پرداخته و اثری نو پدیدآورد.
نویسنده تلاش کرده در این کتاب زوایای مختلفی از زندگی حسین بن علی ارائه دهد که در کتب مشابه کمتر به آن توجه شده‌است. وی از منابع تاریخی زیادی بهره جسته و در پاورقی به آن‌ها اشاره کرده‌است.
شهیدی در مقدمه کتاب آورده‌است:
چیزی ننوشته‌ام که درک واقعیت آن برای مردم روزگار ما آسان نباشد و از سوی دیگر نتیجه عملی بر آن مترتب نگردد. از میان همه نوشته‌ها آن را گزیده‌ام که تاریخ درست یا نزدیک به درست آن را ضبط کرده‌است

### بخش‌های اصلی
کتاب، شامل ۱۷ فصل است و نویسنده سعی بر آن داشته با دقت نظر بر مستندات قطعی، شرحی مفصل از زندگانی علی بن الحسین را مطرح کند.
- مقدمه
- آشنایی با امام
- تولد امام
- وضع ایالت‌های مسلمان‌نشین در دوران نوجوانی امام
- مسیر کاروان از کوفه به شام
- تحلیلی از روحیهٔ مردم شام و پندار آنان دربارهٔ اسیران
- خاندان پیامبر در کاخ یزید
- انعکاس حادثهٔ کربلا در کوفه
- آثار واقعه حره در مدینه
- عباد الرحمان
- بزرگواری امام در برخورد با نادانان و تربیت آنان
- عبادت امام
- بخشش امام
- بردباری برابر ناملایمات
- نپرداختن به غیر مسائل علمی و عبادت
- حرمت نهادن به عالمان
- گفتارهای کوتاه امام
- رساله حقوق
- صحیفه سجادیه و بحثی دربارهٔ آن
- قرآن به خط امام علی بن الحسین و نقدی بر قرآنهای مشهور به خط امامان
- رحلت امام
- فرزندان امام.[۷]

## دستاوردهای کتاب
این کتاب در پنجمین دوره کتاب سال جمهوری اسلامی ایران در سال ۱۳۶۵ برگزیده شد.
این کتاب بارها تجدیدچاپ شده‌است. نرم‌افزاری با عنوان زندگانی علی بن الحسین بر اساس این کتاب تدوین شده‌است.